# Classe Attacker
La classe Attacker est une classe de porte-avions d'escorte construite aux États-Unis durant la Seconde Guerre mondiale et cédée à la Royal Navy dans le cadre du programme Prêt-bail. Équipés de chasseurs ou d'avions de lutte anti-sous-marine, ils participent notamment au harcèlement du Tirpitz, avant de rejoindre le front du Pacifique peu avant la fin de la guerre.

## Conception
Convertis à partir de cargos, quatre navires sont construits par les chantiers Ingalls, quatre par la Western Pipe and Steel (en) et trois autres par la Seattle-Tacoma Shipbuilding Corporation. À l'origine construits pour l'US Navy entre 1941 et 1942, ils sont cédés au Royaume-Uni dans le cadre du Lend-Lease. Capables d'emporter de 18 à 24 avions, leur équipage est composé de 646 hommes.

## Navires
La classe Attacker comprend onze navires :
- Attacker
- Battler
- Chaser
- Fencer
- Hunter
- Pursuer
- Ravager
- Searcher
- Stalker
- Striker
- Tracker